# Discocyrtus goyazius
Discocyrtus goyazius is een hooiwagen uit de familie Gonyleptidae.